# 이채민 (1998년)
이채민(1998년 6월 20일 ~ )은 대한민국의 뮤지컬 배우 출신, 로펌 사내 아나운서이다.

## 학력
- 중앙대학교 연극영화학 학사

## 데뷔
- 2021년 CJ E&M 뮤지컬 광화문 연가

## 경력
- 2021년 뮤지컬 광화문 연가
- 2022년 뮤지컬 썸씽 로튼
- 2022년 뮤지컬 차미